# Montezuma (Iowa)
Pour les articles homonymes, voir Montezuma.
La ville de Montezuma est le siège du comté de Poweshiek, dans l’État de l’Iowa, aux États-Unis. Sa population s’élevait à 1 462 habitants lors du recensement de 2010, estimée à 1 424 habitants en 2016.

## Source
- (en) Cet article est partiellement ou en totalité issu de l’article de Wikipédia en anglais intitulé « Montezuma, Iowa » (voir la liste des auteurs).